# Zu den drei Tannen

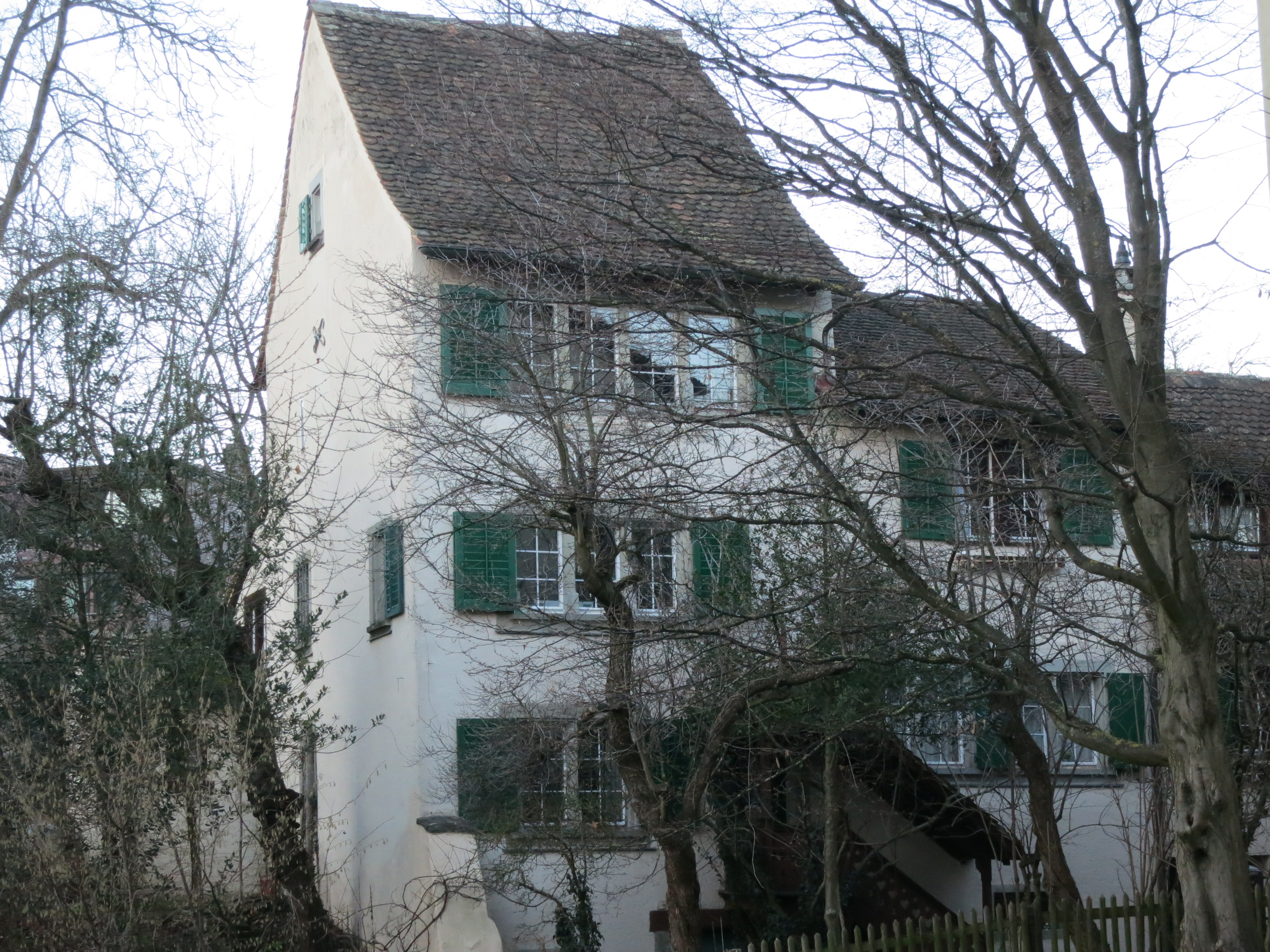
Zu den drei Tannen, 2014

Zu den drei Tannen (auch Haus zum Stock) ist das älteste Haus in der Enge und ein geschütztes Baudenkmal in Zürich.

## Geschichte
Das Haus an der heutigen Adresse Kurfirstenstrasse 22 wird erstmals im Jahr 1300 erwähnt. Bis zur Reformation gehörte es dem Kloster Steinen am Lauerzersee, danach der Stadt Zürich. 1944 war das Haus verwahrlost und hätte abgerissen werden sollen, weil es dem projektierten Verlauf der Brunaustrasse im Weg stand. Es wurde von der Familie von Luisa Hösli gekauft und vor dem Abbruch gerettet. Die Renovierung erfolgte durch die Zürcher Architekten Oeschger. Den neuen Besitzern verlieh der Zürcher Heimatschutz eine Auszeichnung. Luisa Hösli betrieb in dem Haus ihre Arztpraxis. Das Haus wurde 1945 unter Denkmalschutz gestellt.

## Architektur
Das Haus besteht aus vier verschiedenen Gebäudeteilen, die im Lauf der Jahrhunderte aneinandergebaut wurden. Der hintere, höchste und älteste Teil ist ein mittelalterlicher
Turm aus dem 15. Jahrhundert. Noch älter, vermutlich aus dem 13. Jahrhundert, sind seine Grundmauern. An den Turm sind später eine Treppe und eine Art Loggia aus Holz angebaut worden. Daneben steht eine
kleine Remise.

## Bildergalerie

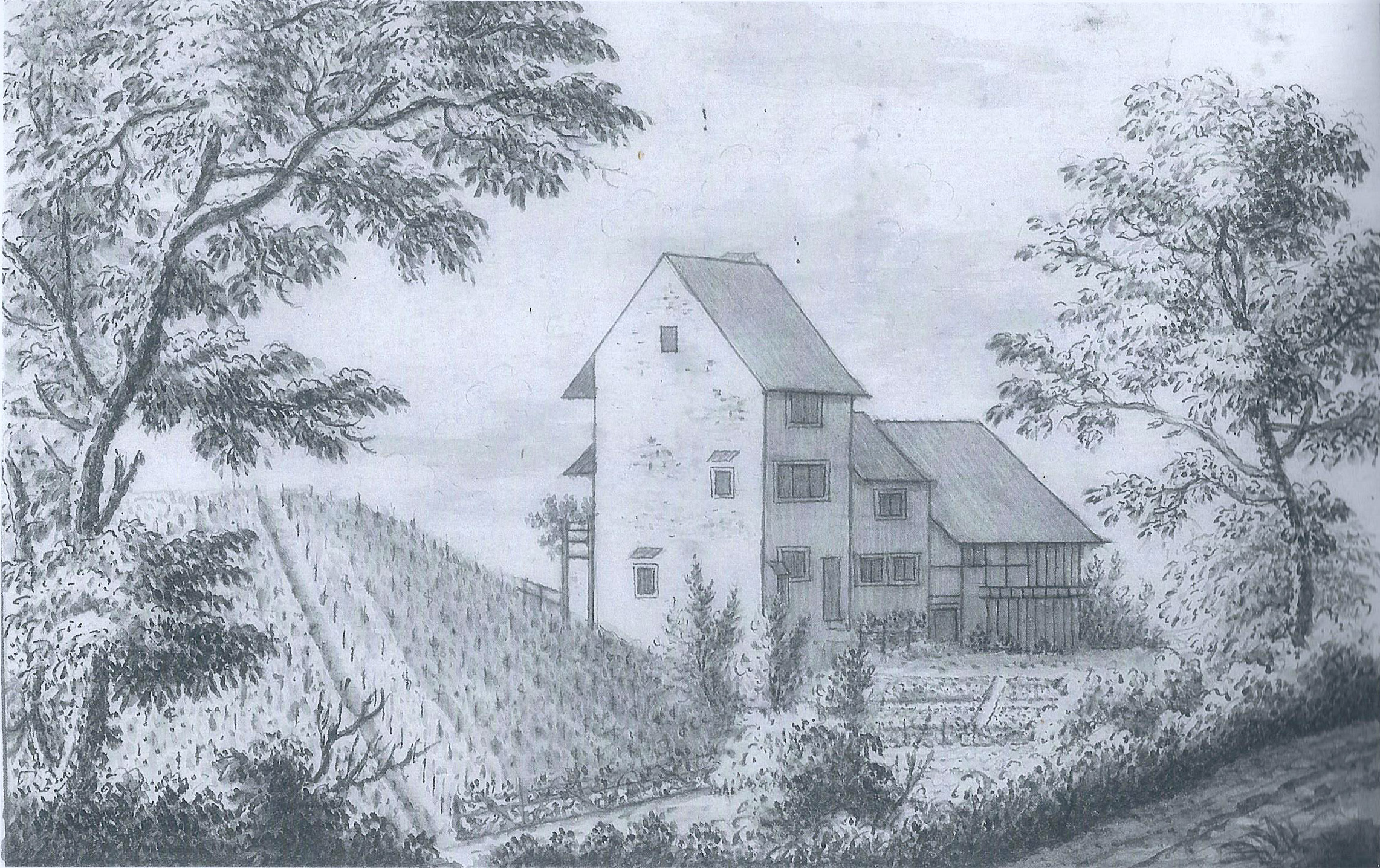
Zeichnung, 1730
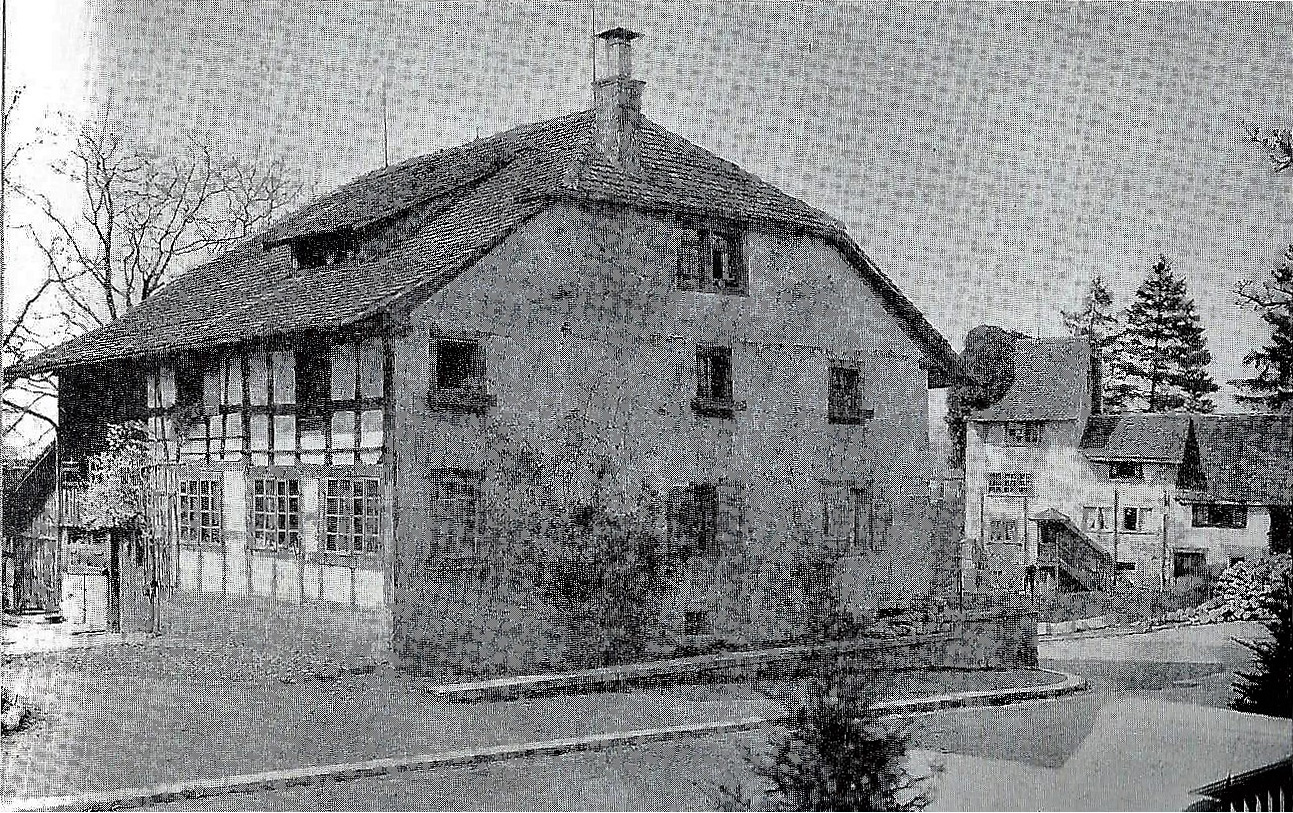
Wirtschaft zum Stock (Abbruch 1944), dahinter das Haus Zu den drei Tannen, 1914
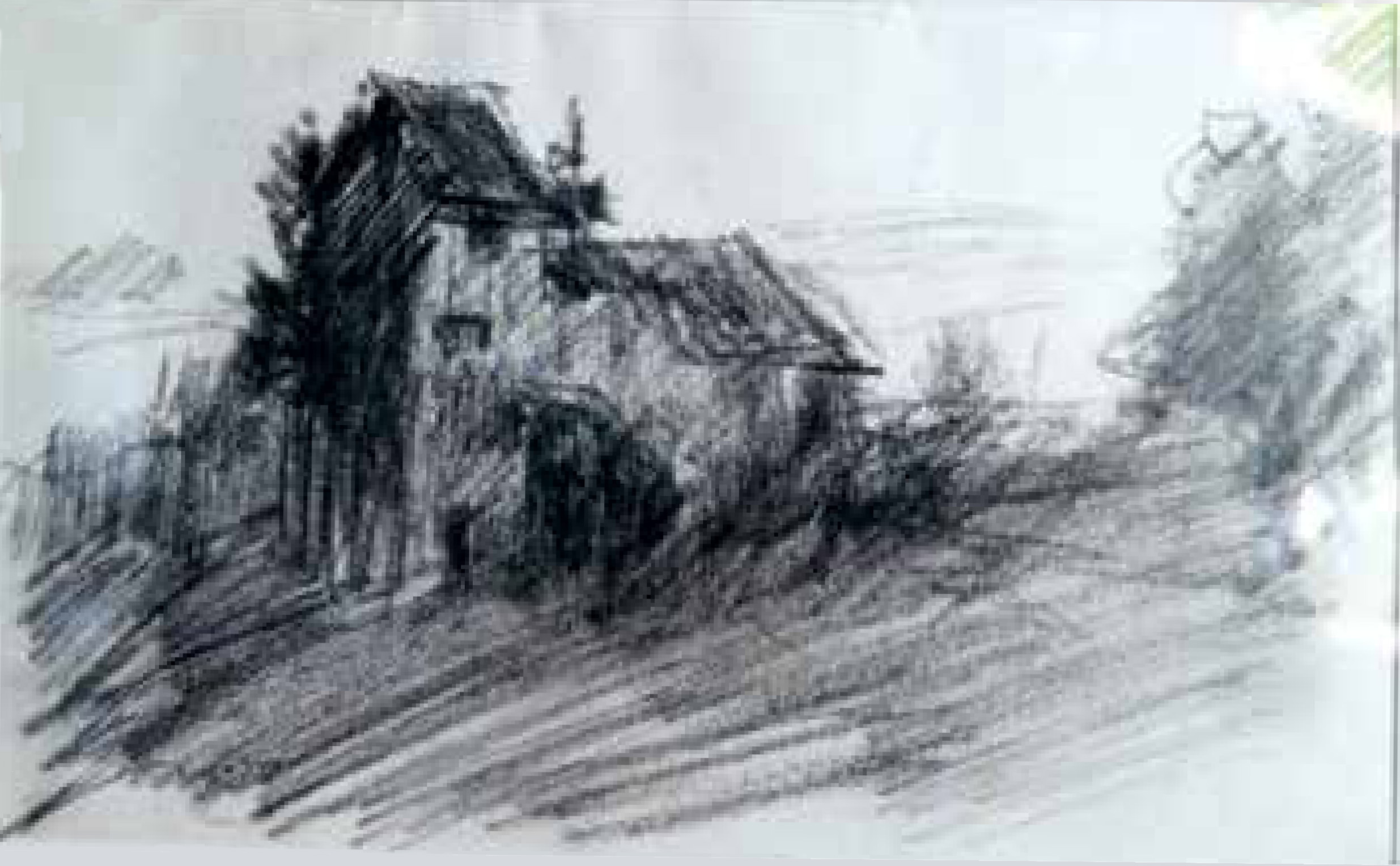
Radierung von Albert Welti